# Paolo Borsellino
Paolo Borsellino (Palermo, 19 de Janeiro de 1940 - 19 de Julho de 1992) foi um magistrado italiano.

## Biografia
Nasceu, em 1940, no bairro operário Kalsa, em Palermo. Estudou na Universidade de Palermo, onde se formou com louvor, em 1962, em direito. Em 1963, foi nomeado Magistrado por concurso.
Já exercendo a magistratura, e conjuntamente com o juiz Giovanni Falcone, levou a cabo processos judiciais contra a Cosa Nostra. Começou o trabalho sob a direção do, também assassinado, Chefe de Fiscais Rocco Chinnici.
Foi morto num atentado, onde a viatura em que estava explodiu, menos de dois meses depois de Giovanni Falcone ter sido assassinado.
Salvatore Riina, chefe do ramo corleonês da Mafia, cumpriu prisão perpétua até 2017, (ano da sua morte) pelos assassinatos de Falcone e Borsellino, entre outra centena de homicídios (por ele próprio ou a mando).
Paolo Borsellino é hoje tido como um dos mais importantes magistrados na luta contra a Mafia durante o século XX.
Em 2003, para os dez anos da morte, foi lançado o filme Gli angeli di Borsellino.

## Honrarias
- Medaglia d'oro al valor civile: — Palermo, 19 de julho de 1992